# レオポルド (オールバニ公)
オールバニ公爵レオポルド王子（Prince Leopold, Duke of Albany、全名：レオポルド・ジョージ・ダンカン・アルバート（Leopold George Duncan Albert）、1853年4月7日 - 1884年3月28日）は、イギリスのヴィクトリア女王と王配アルバートの間の第8子、四男。オールバニ公爵、クラレンス伯爵およびアークロー男爵。両親の子孫のうちで最初の血友病患者として知られており、持病のために30歳で死去した。

## 生涯
レオポルドの出産時、母女王はエディンバラ大学産科学教授ジェームズ・ヤング・シンプソンが提唱していた、クロロフォルムを麻酔として使用して痛みを軽減する分娩法を支持することを示すため、クロロフォルムを使用した。クロロフォルムはジョン・スノー博士により投与された。生まれてまもなく血友病の診断が下され、注意深く育てられることになった。また軽度のてんかんも持病として抱えていた。
洗礼名は両親の叔父にあたるベルギー王レオポルド1世に因んでいる。洗礼式は1853年6月23日にバッキンガム宮殿内の王家の私的な礼拝堂において、カンタベリー大主教ジョン・サムナーの司式で行われた。洗礼の代父母は従叔父のハノーファー王ゲオルク5世、プロイセンのアウグスタ王女、従叔母のテック公爵夫人メアリー、義理の伯父のホーエンローエ＝ランゲンブルク侯エルンストの4人が務めた。
レオポルドは兄弟姉妹の中でも抜きんでて高い知的能力を示した。女王一家は桂冠詩人アルフレッド・テニスンやその友人の宗教哲学者ジェームズ・マーティノーと親しく交際した。レオポルドは「マーティノー博士と頻繁に議論し、若い男性としては非凡な思考能力、高尚な志、そして信じがたいほど該博な知識を持つと評価されていた」。1872年にオックスフォード大学クライスト・チャーチ学寮に入学し、諸学を学んだ。王子はオックスフォード大学チェスクラブ（OUCC）の部長も務めた。1876年に民法学の名誉博士号を受けて同大学を卒業した。
1880年、姉ルイーズ王女（夫のローン侯爵がカナダ総督在任中だった）と一緒にカナダとアメリカ合衆国を長期旅行している。レオポルドはチェス競技のパトロンとして知られ、1883年のロンドン・チェス・トーナメントの後援者だった。持病のため軍人としてのキャリアを断念させられたレオポルドは、文学や芸術の後援者として活動し、また母女王の非公式の秘書役として働いた。当時の新聞には「レオポルドは女王の愛息子であり、女王と政府の間の日程調整は彼によって管理されている」と評されている。レオポルドはカナダ総督またはオーストラリア総督の地位を望んだが、健康上の問題から諦めねばならなかった。
実際の軍務に就くことはできなかったが、ハイランド連隊の1隊第72デューク・オブ・オールバニーズ・オウン・ハイランダーズ歩兵連隊の名誉職に就いており、1881年に第72連隊と第78ロスシャイア・バフス歩兵連隊を統合して編成されたシーフォース・ハイランダーズのカーネル・イン・チーフに就任している（これら連隊の変遷についてはロイヤル・スコットランド連隊を参照）。シーフォース・ハイランダーズはレオポルドの葬送行進のパレードを行い、その様子はウィリアム・マクゴナガルの叙事詩「レオポルド王子の死（The Death of Prince Leopold）」に描かれている。
またレオポルドはフリーメイソン会員としても熱心に活動した。クライスト・チャーチ学寮在学中にオックスフォードのアポロ・ユニバーシティ・ロッジに入会した。これは同ロッジの名誉マスターだった長兄のウェールズ公アルバート・エドワードに勧誘されたことがきっかけである。友人で家庭教師のロバート・ホーソーン・コリンズ（obert Hawthorne Collins）と一緒に入会儀礼を行った。レオポルドは1876年に同ロッジのマスターを務めた後、1877年よりオックスフォードシャー地区グランド・マスターを死ぬまで務めた。
1881年5月24日にオールバニ公爵、クラレンス伯爵、アークロー男爵に叙爵された。出生時より「レオポルド王子殿下（HRH The Prince Leopold）と呼ばれていたが、叙爵以後は「オールバニ公爵殿下（HRH The Duke of Albany）」と呼ばれることになった。

## 結婚
レオポルドは自分を傍に置き続けようとする母女王の束縛を逃れようとし、結婚することが母親から独立する唯一の方策と考えていた。しかし持病の血友病のせいで、花嫁探しは簡単ではなかった。女王は最初、寵臣ロスリン伯爵の継娘で、裕福な女子相続人のデイジー・メイナードを結婚相手に勧めたが、レオポルドは彼女に関心を持たなかった。
レオポルドは大学時代、著名な古典学者だったクライスト・チャーチ学寮長ヘンリー・リデルの娘アリス・リデルと親しい友人関係にあり、1883年1月に誕生した彼女の次男の洗礼の代父を務め、自分の洗礼名「レオポルド」を与えている。こうした交友関係から、レオポルドがアリスとの結婚を望んだことがあった、とする説がある。一方、レオポルドが関心を持ったのはアリスの妹イーディス・リデルだったとする説もある。レオポルドは1876年6月30日、22歳で死去したイーディスの葬儀に参列し、棺の担ぎ手を務めているためである（ただし、イーディスはその3か月後に別の男性と結婚することが決まっていた）。
また、レオポルドは又従妹のハノーファー王女フリーデリケとの結婚を考えたが、2人は結局婚約に至らず、代わりに生涯の友人、相談相手としての関係を保った。他にも候補者としてバーデン大公女ヴィクトリアやシュレースヴィヒ＝ホルシュタイン＝ゾンダーブルク＝アウグステンブルク公女カロリーネ・マティルデの名前が挙がっていた。しかし、いずれのプリンセスもレオポルドとの縁談を拒絶した。
その後、ヴィクトリア女王はイギリス君主の子女の配偶者は他のプロテスタント王侯の子女から選ぶべきだとする考えを固め、ドイツのヴァルデック＝ピルモント侯ゲオルク・ヴィクトルの娘で、オランダ王妃エンマの妹であるヘレーネ（英語名：ヘレン）との見合い話を持ち込んだ。1882年4月27日、レオポルドとヘレーネはウィンザー城内聖ジョージ礼拝堂において結婚式を挙げた。2人は短いながらも幸福な夫婦生活を送った。翌1883年に長女アリスが誕生し、レオポルドは父親になった。翌1884年、レオポルドの死の4か月後に長男チャールズ・エドワードが出生している。

## 死去
レオポルドは生後すぐに血友病の診断を受けて以来、アーノルド・ロイル（Arnold Royle）やジョン・ウィカム・レッグ（John Wickham Legg）を初め多くの医師たちに見守られながら生涯を送ってきた。1884年2月、レオポルドは医師からカンヌで転地療養をするよう言い渡された。イングランドの厳しい冬の気候のせいで、血友病の通常の症状である関節痛が深刻になり、レオポルドの体が酷く弱っていたのである。妻ヘレンは第2子を妊娠中だったが、転地療養に行くよう夫をかき口説いた。3月27日、レオポルドは滞在先「ヴィラ・ネヴァダ（Villa Nevada）」で滑って転び、頭を打ったうえ膝から出血した。出血は止まらず、レオポルドは翌日の早朝には息を引き取った。王子の遺骸はウィンザー城内アルバート記念礼拝堂（Albert Memorial Chapel）に埋葬された。イギリス宮廷では3月30日から5月11日まで、王子の死に伴う公式服喪が施行された。
レオポルドが死去してから4か月後、未亡人ヘレンが長男チャールズ・エドワードを出産し、オールバニ公爵位は息子に引き継がれた。チャールズ・エドワードは1900年、伯父アルフレッドの後を継いで16歳でザクセン＝コーブルク＝ゴータ公国の元首となった。スウェーデン王カール16世グスタフはチャールズ・エドワードの外孫であり、レオポルドの曾孫にあたる。
レオポルドは当時、血友病患者でありながら子孫を残すことが出来た珍しい例だった。血友病の因子はX染色体に含まれるため、血友病患者の娘は全員が血友病の保因者となる（反対に、息子が父親から血友病の因子を受け継ぐことは無い）。レオポルドの娘アリスも血友病の保因者であり、その因子は彼女の息子トレメイトン卿を血友病患者にしてしまった。

## 人物
- フリーメイソンリーだった[19]。

## 子女
- アリス（1883年 - 1981年） - アスローン伯爵アレグザンダー（メアリー・オブ・テックの弟）と結婚
- チャールズ・エドワード（1884年 - 1954年） - オールバニ公爵、ザクセン＝コーブルク＝ゴータ公